# 柳田淳一
柳田 淳一（やなぎた じゅんいち、4月5日 - ）は、日本の男性声優。福岡県出身。アイムエンタープライズ所属。

## 略歴
中学時代、アニメ好きだった友人とアニメ雑誌や声優雑誌を見て情報交換しているうちに声優に憧れ、高校卒業後の進路相談の際に「声優になりたい」と言っていたものの、当初は親に大反対された。その後、「とにかく大学には行ってくれ」「その後は好きなことをしていい」と言われたことから大学に入学と同時に関東に出てきたという。大学では演劇部に入り、大学卒業後に劇団に所属し本格的に芝居を続けようとしていたところ、劇団が解散したことにより、何かを考えたところ演劇を始めたのは声優になることが憧れだったことから本来の声優を目指そうと思ったという。
読んでいた雑誌の広告を見て調べた時に、自身の好きなアニメにてキャラクターを演じた有名声優が出身者にいたことと、アルバイトをしながら生活をしていたことから、週1回通える日本ナレーション演技研究所に入所。本科終了後オーディションに合格し、2008年4月1日付でアイムエンタープライズの所属となる。

## 人物
剣道三段、普通自動車免許を所持している。バイクの免許も持っている。
未婚であることを公言している。

## 出演
太字はメインキャラクター。

### テレビアニメ
2009年
- キディ・ガーランド（マッチョ隊員A）
- スキップ・ビート!（エメラルド坂崎）

2010年
- 俺の妹がこんなに可愛いわけがない（男子生徒、司会者、オタクB）
- 聖痕のクェイサー（男子生徒B）

2011年
- 戦国☆パラダイス -極-（福島正則）
- 僕は友達が少ない（男子生徒、男B、ワラスボ騎士、店員、ソースせんべい屋台のオヤジ）

2012年
- クイーンズブレイド リベリオン（骸骨船員A）
- CRASH!（青柳侑悟）
- K（2011年 - 2015年、坂東三郎太、男子生徒、布施大輝、隊員、緑のクランズマン） - 2シリーズ
- 恋と選挙とチョコレート（議長、無線の声）
- 坂道のアポロン（生徒、男子、先輩、同僚）
- さくら荘のペットな彼女（店員）
- 好きっていいなよ。（マネージャー）
- トータル・イクリプス（下士官B、自動音声、管制官、ソ連軍OP、作業員A 他）
- となりの怪物くん（瀬田）
- もやしもん リターンズ（学生）
- リトルバスターズ!（男子生徒C、テロリストA）

2013年
- 蒼き鋼のアルペジオ -アルス・ノヴァ-（船員A）
- 惡の華
- 這いよれ! ニャル子さんW（男）
- AKB0048 next stage（男B、観客A、フンギーA）
- 俺の彼女と幼なじみが修羅場すぎる（男子生徒B、男A、安岡、観客D、カメラマン）
- カーニヴァル（警備員、SP）
- ガッチャマン クラウズ（高橋福太郎、町の人、乗客、アバター）
- 境界の彼方（男子生徒）
- ゴールデンタイム（男性信者2、前会長、サッカー部員、ホッシー先輩）
- 琴浦さん（医師A、男子生徒A、男A）
- PSYCHO-PASS サイコパス（男子学生）
- ささみさん@がんばらない（クラスメイトD）
- THE UNLIMITED 兵部京介（USEI隊員）
- 翠星のガルガンティア（ストルガ）
- ストライク・ザ・ブラッド（捜査員、アイランドガード、トビアス・ジャガン、オペレーター、魔道士）
- 戦姫絶唱シンフォギア シリーズ（2013年 - 2017年、通信士、機長） - 2シリーズ
- デュエル・マスターズ ビクトリーV3（2013年 - 2014年、ブリティッシュ、イグナッチオ、青野、逃走犯、キューブリック 他）
- とある科学の超電磁砲S（スキルアウト、男子生徒）
- はたらく魔王さま！（2013年 - 2023年、ムギ兵の店員、ビーストデモノイド / 将軍） - 2シリーズ
- 変態王子と笑わない猫。（バイト）
- 機巧少女は傷つかない（警備員C、警備員B、男子生徒A）
- みなみけ ただいま
- Super Seisyun Brothers -超青春姉弟s-（丸岡イオリ）

2014年
- 暁のヨナ（先代白龍、ヨドル、ギョク、リョウ 他）
- アルドノア・ゼロ（パイロット）
- ウィッチクラフトワークス（男子生徒、刑務官1）
- M3〜ソノ黒キ鋼〜（事務官）
- カードファイト!! ヴァンガードG（2014年 - 2018年、安城マモル、ファイターB） - 5シリーズ
- 彼女がフラグをおられたら（茶髪、通行人〈男〉）
- キャプテン・アース（香川カイト、警備員）
- 月刊少女野崎くん（ヤンキー）
- グリザイアシリーズ（2014年 - 2015年、黒服2、バイクの男） - 2シリーズ
- 健全ロボ ダイミダラー（報道、補佐官）
- 白銀の意思 アルジェヴォルン（部下、カディ軍曹、インゲルミア兵士、アランダス将校）
- テンカイナイト（ナビシステム）
- selector infected WIXOSS（教師、彼氏、青年） - 2シリーズ
- ノブナガ・ザ・フール（ウーノ・パイロット、ブリッジオペレーターB）
- 魔弾の王と戦姫（ムオジネル兵）
- 魔法科高校の劣等生（生徒、F.I.T.研究員、グレゴリー、一高生徒、テロリスト、兵士）
- 龍ヶ嬢七々々の埋蔵金（クラスメイトB）
- 六畳間の侵略者!?（生徒）

2015年
- アルスラーン戦記（2015年 - 2016年、兵士、ラジェンドラの副官、ゾッド族、海賊） - 2シリーズ
- 女の子って。（父）
- 機動戦士ガンダム 鉄血のオルフェンズ（2015年 - 2017年、ギャラルホルン兵士、ギャラルホルンオペレーター、カルタ親衛隊、鉄華団団員、イオク部下 他） - 2シリーズ
- 境界のRINNE（只野トモヤ）
- ケイオスドラゴン 赤竜戦役（部下D）
- GATE 自衛隊 彼の地にて、斯く戦えり（ホドリュー・レイ・マルソー）
- ご注文はうさぎですか??（ゾンビB）
- コトリサンバ（パパ）
- 四月は君の嘘（岡耕介）
- 下ネタという概念が存在しない退屈な世界（善導課職員A、アナウンサー、風紀委員A、内通者、アナウンス）
- Charlotte（不良A、弓道部部員、不審な男、担任教員、コンビニ店長、黒服A 他）
- 純潔のマリア（騎士・ジョン）
- 食戟のソーマ（2015年 - 2020年、青木大吾、客B、男子学生B、ガストロンレッド） - 6シリーズ
- ジョジョの奇妙な冒険 スターダストクルセイダース（審判、ケニーG）
- スタミュ（2015年 - 2019年、生徒、アナウンス、アレクシス役） - 3シリーズ
- ダンジョンに出会いを求めるのは間違っているだろうか（2015年 - 2023年、冒険者F、剣の魔法使い、客、勇者、ルドラ） - 2シリーズ
- 電波教師（不良B、チンピラ）
- To LOVEる -とらぶる- ダークネス 2nd（杉村、車掌）
- ハイスクールD×D シリーズ（2015年 - 2018年、アジュカ・ベルゼブブ、スタッフ） - 2シリーズ
- ヘヴィーオブジェクト（テロリスト、通信兵、兵士、オペレーター、イエカズ）
- 落第騎士の英雄譚（生徒、生徒達、真鍋、仲間）
- ワールドトリガー（2015年 - 2021年、ランバネイン） - 2シリーズ
- わかば*ガール（男子A、イケメンボイス）

2016年
- Re:ゼロから始める異世界生活（コンビニ店員、討伐隊） - 2020年に第1期新編集版が放送
- 赤髪の白雪姫（国民A）
- アクティヴレイド -機動強襲室第八係-（犯人B、ウェア犯A、父、大使館員、アナウンサー） - 2シリーズ
- 暗殺教室（殺し屋、ヒサシ）
- Occultic;Nine -オカルティック・ナイン-（幸崎刑事）
- クラシカロイド（2016年 - 2018年、社員、解体業者、釣り人、アナウンサー、リスト〈青年時代〉 他） - 2シリーズ
- 斉木楠雄のΨ難（2016年 - 2018年、改造人間サイダーマン2号、樫村大河、若者OKUMA、ブルースコルピオンJr.、ジョン・マクマホン 他） - 2シリーズ
- タブー・タトゥー（セーギの父）
- Dimension W（幹部、学生、Qi隊員、医師）
- TRICKSTER -江戸川乱歩「少年探偵団」より-（上司B）
- ねじ巻き精霊戦記 天鏡のアルデラミン（ミシュリ）
- 一人之下 the outcast（宋刑事）
- 舟を編む（社員、宣伝部員）
- ブブキ・ブランキ（ブブキ警官、朝吹玄馬、タクシー運転手） - 2シリーズ
- ふらいんぐうぃっち（アナウンサー、男C）
- フリップフラッパーズ（アイアンボーイズ）
- マギ シンドバッドの冒険（騎士E）
- 魔法少女育成計画（アナウンサー）
- モブサイコ100（2016年 - 2019年、獄内） - 2シリーズ
- モンスターハンター ストーリーズ RIDE ON（2016年 - 2018年、ダン先輩）
- Rewrite（吉野晴彦、神戸圭介）
- レゴ ネックスナイツ（メイナード、デニス）
- WWW.WORKING!!（男性客B、番長）

2017年
- 亜人ちゃんは語りたい（太田淳一、子分A）
- チェインクロニクル 〜ヘクセイタスの閃〜（ヴェルナー、バルタザーリ）
- ハンドシェイカー（観客、璃々の父）
- デジモンユニバース アプリモンスターズ（メディックモン、司会者）
- ツインエンジェルBREAK（田原先生、アリ戦闘員）
- ID-0（Iマシン兵②、通信④、生徒②、オペレーターA、研究者(1)、オペレーターE、オペレーターD）
- Re:CREATORS（高良田概）
- サクラクエスト（セカンド助監督、若者）
- クロックワーク・プラネット（管制官、オペレーター）
- ソード・オラトリア ダンジョンに出会いを求めるのは間違っているだろうか外伝（ファルガー・バトロス）
- “栄光なき天才たち”からの物語（スターター）
- ナイツ&マジック（デマイネ教師）
- 妖怪アパートの幽雅な日常（ゾンビ青年、加賀、佐々木）
- 魔法陣グルグル（兵士B、サーチアイ）
- ゲーマーズ!（男子生徒B、男子生徒、工藤、黒服A）
- アイドルマスター SideM（スカウトマン、恭二の兄） - 1シリーズ + 特別編
- Infini-T Force（キャスターA、店員）
- Just Because!（清水徹）
- 血界戦線 & BEYOND（ブリゲイド）
- クジラの子らは砂上に歌う（イェネオドロス）
- いぬやしき（アナウンサー、鮫島の手下、客）
- キノの旅 -the Beautiful World- the Animated Series（シェフA）
- いつだって僕らの恋は10センチだった。（男、TVナレーター、映画部員B）
- 少女終末旅行（アナウンサー）

2018年
- 覇穹 封神演義（黒麒麟、秦天君）
- 博多豚骨ラーメンズ（お兄さん、殺し屋、キャスター、安倍、黒岩 他）
- ハクメイとミコチ（売り子、シウヒコ、ピリュウ）
- アイドリッシュセブン（日向アキヒト、ディレクター）
- 宇宙よりも遠い場所（隊員）
- ダメプリ ANIME CARAVAN（怪しい男）
- citrus（ゆずぼっち）
- ガンダムビルドダイバーズ（ヤス、司会、アナウンス）
- ゴールデンカムイ（2018年 - 2020年、兵士達、山本理髪店店主、刺客たち、看守たち） - 3シリーズ
- ヒナまつり（田中、膳場）
- ソードアート・オンライン オルタナティブ ガンゲイル・オンライン（2018年 - 2024年、プレイヤー） - 2シリーズ
- レイトン ミステリー探偵社 〜カトリーのナゾトキファイル〜（金持ち男A、黒服、警官）
- Butlers〜千年百年物語〜（男子生徒）
- されど罪人は竜と踊る（パルムウェイ）
- こみっくがーるず（翼の父）
- はねバド!（主将）
- Back Street Girls -ゴクドルズ-（ナレーション、タイの医者）
- はたらく細胞（2018年 - 2021年、赤血球1、白血球〈2626〉、赤血球3、一般細胞1、消化管細胞、アナウンス2 他） - 2シリーズ
- ゆらぎ荘の幽奈さん（魚人）
- ポチっと発明 ピカちんキット（2018年 - 2019年、刑事、アナウンサー、実況）
- 天狼 Sirius the Jaeger（スレイブズ）
- 妖怪ウォッチ シャドウサイド（2018年 - 2019年、崎山ケン、オロチ）
- となりの吸血鬼さん（先生）
- 火ノ丸相撲（2018年 - 2019年、生徒、記者、観客、校長、親方 他）
- 抱かれたい男1位に脅されています。（記者A、北野かずき）
- ソードアート・オンライン アリシゼーション（ゴブリン）
- やがて君になる（男子生徒）
- 転生したらスライムだった件（2018年 - 2024年、オーガ達→クロベエ） - 2シリーズ

2019年
- グリムノーツ The Animation（住民A、避難民A）
- ガーリー・エアフォース（アロー01）
- とある魔術の禁書目録III（テクパトル）
- えんどろ〜!（兵士）
- Fairy gone フェアリーゴーン（スーナの村人、ディキドロ・ディキ） - 2シリーズ
- 爆丸バトルプラネット（2019年 - 2020年、アーチュリーン、エベレット・レイ、技術者、ニリアス、ビー 他）
- フルーツバスケット（2019年 - 2020年、男性教師、紅葉の父） - 2シリーズ
- 文豪ストレイドッグス（2019年 - 2023年、構成員、俳優、福地の部下） - 3シリーズ
- カードファイト!! ヴァンガード（2019年 - 2020年、安城マモル） - 2シリーズ
- ぼくたちは勉強ができない（鈴木、警官） - 2シリーズ
- 彼方のアストラ（ひったくり）
- 女子高生の無駄づかい（イケメン、鈴木、ゲームセンターの店員）
- 炎炎ノ消防隊（2019年 - 2020年、アナウンス、第7隊員、焔ビト、聖陽教徒、ナタクの父 他） - 2シリーズ
- ロード・エルメロイII世の事件簿 -魔眼蒐集列車 Grace note-（バルザーン）
- ありふれた職業で世界最強（デビット・ザーラー）
- 通常攻撃が全体攻撃で二回攻撃のお母さんは好きですか?（仲間B、オオカミモンスター）
- バビロン（筒井三郎）
- Dr.STONE（2019年 - 2022年、モリト、大男） - 2シリーズ + 特別編
- 慎重勇者〜この勇者が俺TUEEEくせに慎重すぎる〜（男神像）

2020年
- 群れなせ!シートン学園（動物♂、黒森ウルフ）
- number24（上丘伊吹）
- 推しが武道館いってくれたら死ぬ（ナレーション、村上、オタク、田村）
- ソマリと森の神様（人狩り）
- ミュークルドリーミー（2020年 - 2021年、部下A、誰か、ひまわり） - 2シリーズ
- イエスタデイをうたって（店員）
- 白猫プロジェクト ZERO CHRONICLE（獣人）
- レゴ モンキーキッド（タン）
- 神之塔 -Tower of God-（2020年 - 2024年、レンハナ、マーチ、アレックセイ・アミゴチャズ） - 2シリーズ
- モンスター娘のお医者さん（若衆）
- 恋とプロデューサー〜EVOL×LOVE〜（男子生徒、戦闘員）
- ハクション大魔王2020（サッシャ）
- ストライクウィッチーズ ROAD to BERLIN（マイヤー）
- 禍つヴァールハイト -ZUERST-（ベンジャミン・パヴァルド）
- A3!（通行人）
- ひぐらしのなく頃に業（2020年 - 2021年、所長、山狗） - 2シリーズ

2021年
- スケートリーディング☆スターズ（アナウンサー、実況）
- EX-ARM エクスアーム（手下、総理側近）
- 遊☆戯☆王SEVENS（秘書）
- 無職転生 〜異世界行ったら本気だす〜（ロールズ）
- ホリミヤ（男子高校生）
- Vivy -Fluorite Eye's Song-（男性、ケンジ）
- 転生したらスライムだった件 転スラ日記（クロベエ）
- 憂国のモリアーティ（給仕）
- イジらないで、長瀞さん（2021年 - 2023年、男剣士、オタク） - 2シリーズ
- 東京リベンジャーズ（丁次）
- 灼熱カバディ（室屋大助）
- ゴジラ S.P ＜シンギュラポイント＞（アナウンサーD、統合情報部員、監視員、隊員C）
- ゾンビランドサガ リベンジ（歴戦志士 に）
- カードファイト!! ヴァンガード overDress（近導マサハル）
- 戦闘員、派遣します!（風のファウストレス）
- 現実主義勇者の王国再建記（トルマン）
- 死神坊ちゃんと黒メイド（ヴィオラのお付き、執事A、執事）
- チート薬師のスローライフ〜異世界に作ろうドラッグストア〜（モズ）
- NIGHT HEAD 2041（田中仁）
- EDENS ZERO（2021年 - 2023年、強盗、クラウン） - 2シリーズ
- 86-エイティシックス-（中隊長）
- かぎなど（2021年 - 2022年、吉野晴彦） - 2シリーズ
- 境界戦機（鉄塚イッシン）
- 見える子ちゃん（小さいおじさん）
- 進化の実〜知らないうちに勝ち組人生〜（ゾルア・ワルトーレ）
- takt op.Destiny（兵士）

2022年
- オリエント（生徒、鉱夫、竜造寺武士団団員、島津、長尾定国 他） - 2シリーズ
- 失格紋の最強賢者（教師）
- BORUTO-ボルト- NARUTO NEXT GENERATIONS（タツナミ）
- 薔薇王の葬列（盗賊、男性A）
- 天才王子の赤字国家再生術（ドラーウッド）
- ドールズフロントライン（フランクリン）
- ハコヅメ〜交番女子の逆襲〜（坂本）
- 処刑少女の生きる道（騎士）
- ヒーラー・ガール（錦之助）
- ブラック★★ロックシューター DAWN FALL（マスター、ボルト少佐、平和構築軍兵士）
- 阿波連さんははかれない（体育教師）
- キングダム（松琢）
- かぐや様は告らせたい-ウルトラロマンティック-（大学生）
- 転生賢者の異世界ライフ 〜第二の職業を得て、世界最強になりました〜（レジン、信者B）
- 異世界おじさん（村人、冒険者A）
- ブッチギレ!（河上彦斎、内山彦次郎）
- プリマドール（復員兵、山衛大尉、店主、兵士B）
- オーバーロードIV（四武器盗賊）
- 金装のヴェルメイユ〜崖っぷち魔術師は最強の厄災と魔法世界を突き進む〜（マッケンジャー）
- 陰の実力者になりたくて!（2022年 - 2023年、アナウンサー、騎士、審判） - 2シリーズ
- 後宮の烏（兵士A）
- 機動戦士ガンダム 水星の魔女（2022年 - 2023年、グストン・パーチェ） - 2シリーズ
- 忍の一時（試験官、安忍、安忍1）
- VAZZROCK THE ANIMATION（白馬秀明）

2023年
- アルスの巨獣（ゼン〈30年前〉）
- 人間不信の冒険者たちが世界を救うようです（レオン）
- 火狩りの王（木々人）
- HIGH CARD（オリバー）
- The Legend of Heroes 閃の軌跡 Northern War（バレスタイン大佐）
- もういっぽん!
- あやかしトライアングル（すずの父）
- テクノロイド オーバーマインド（キリヤの秘書）
- Opus.COLORs（生徒たち）
- ワールドダイスター（ここなの父）
- 転生貴族の異世界冒険録〜自重を知らない神々の使徒〜（クロス）
- アリス・ギア・アイギス Expansion（鈴木有人、必殺ヴォイス）
- 山田くんとLv999の恋をする（谷やん）
- 鬼滅の刃 刀鍛冶の里編
- 異世界でチート能力を手にした俺は、現実世界をも無双する〜レベルアップは人生を変えた〜（ヘッド）
- 絆のアリル（ノエル父） - 2シリーズ
- 【推しの子】（SNSの声）
- アンデッドガール・マーダーファルス（観客、警官）
- るろうに剣心 -明治剣客浪漫譚- (2023)（我介）
- 聖者無双〜サラリーマン、異世界で生き残るために歩む道〜（バザン、冒険者）
- SYNDUALITY Noir
- シュガーアップル・フェアリーテイル（ジョン・キレーン）
- AIの遺電子（亀井）
- ラグナクリムゾン（街の人々）
- オーバーテイク!（レースドライバー）
- お嬢と番犬くん（組員1、組員、店員、チンピラ1）
- アンデッドアンラック（2023年 - 2024年、手下、観光客、ザック、男性）
- アイドルマスター ミリオンライブ！（静香 父）
- 『ヒプノシスマイク-Division Rap Battle-』Rhyme Anima +（ナンバーワン）
- め組の大吾 救国のオレンジ（安西）
- 帰還者の魔法は特別です（ガブリエル）
- ポーション頼みで生き延びます!（盗賊リーダー）
- ひきこまり吸血姫の悶々（ネルソン）

2024年
- 魔法少女にあこがれて（花の魔物）
- 悪役令嬢レベル99 〜私は裏ボスですが魔王ではありません〜（剣術教師、リュー）
- 月刊モー想科学（客、ドライバー）
- 青の祓魔師 シリーズ（2024年 - 2025年、研究員、住民、祓魔師、職員） - 2シリーズ
- Unnamed Memory（ラナク）
- アイドルマスター シャイニーカラーズ（イベント担当者）
- 刀剣乱舞 廻 -虚伝 燃ゆる本能寺-（弥助）
- 忘却バッテリー（高木）
- 異世界スーサイド・スクワッド（兵士B）
- デリコズ・ナーサリー（モーリス）
- 逃げ上手の若君
- 異世界失格（知恵の試練）
- ハズレ枠の【状態異常スキル】で最強になった俺がすべてを蹂躙するまで（兵士）
- トリリオンゲーム（トレーナー、司会者）
- FAIRY TAIL 100年クエスト（メトロ）
- 合コンに行ったら女がいなかった話
- 青のミブロ（会津藩士）
- ネガポジアングラー（配信者）

2025年
- 異修羅（空雷のカヨン）
- Sランクモンスターの《ベヒーモス》だけど、猫と間違われてエルフ娘の騎士として暮らしてます（ダニー）
- ババンババンバンバンパイア（土方歳三、変質者）
- 凍牌〜裏レート麻雀闘牌録〜（ケイの下家、ギャラリー、黒メガネ）
- SAKAMOTO DAYS（ゾンビ、レンタルビデオ店員） - 2シリーズ
- わたしの幸せな結婚（田中）
- 想星のアクエリオン Myth of Emotions（原）
- ニンジャラ（シャドーニンジャ）
- 九龍ジェネリックロマンス（ショーン）
- ボールパークでつかまえて!（大竹）
- 一瞬で治療していたのに役立たずと追放された天才治癒師、闇ヒーラーとして楽しく生きる（セルバ）
- ガチアクタ（族民、パーカーの男）
- New PANTY & STOCKING with GARTERBELT（カードショップの店長）
- よふかしのうた Season2（倉橋）

### 劇場アニメ
2010年
- 超劇場版ケロロ軍曹 誕生!究極ケロロ 奇跡の時空島であります!!

2014年
- 劇場版 K MISSING KINGS（坂東三郎太、布施大輝）
- モーレツ宇宙海賊 ABYSS OF HYPERSPACE -亜空の深淵-

2015年
- 心が叫びたがってるんだ。（明田川）

2017年
- GODZILLA（2017年 - 2018年、マルコ・ジオーネ） - 3部作
- 劇場版 はいからさんが通る 前編 〜紅緒、花の17歳〜（友人）

2018年
- 劇場版Infini-T Force/ガッチャマン さらば友よ（隊員A）
- さよならの朝に約束の花をかざろう（エイド）
- ANEMONE/交響詩篇エウレカセブン ハイエボリューション（オペレーターA）

2019年
- 劇場版 幼女戦記（ニコライ）
- 劇場版 ダンジョンに出会いを求めるのは間違っているだろうか -オリオンの矢-（ファルガー・バトロス）
- 劇場版 誰ガ為のアルケミスト（アナウンサー）

2020年
- 劇場版 SHIROBAKO（ヘルシーファイターズMC）
- 劇場版 Fate/Grand Order -神聖円卓領域キャメロット- 前編 Wandering; Agateram（兵士長）

2021年
- サイダーのように言葉が湧き上がる（元プリ）

2022年
- 劇場版 転生したらスライムだった件 紅蓮の絆編（クロベエ）

2024年
- コードギアス 奪還のロゼ（報道官、管制官、七煌星団員）
- トラペジウム（ラジオDJ）
- 風都探偵 仮面ライダースカルの肖像（黒服A）

### OVA
2010年
- ぼく、オタリーマン。

2013年
- カガクなヤツら（モブ男） - コミックス第4巻オリジナルアニメBlu-ray付き予約限定版
- リトルバスターズ!（2013年 - 2014年、生徒） - 『リトルバスターズ！』全巻購入特典、『リトルバスターズ！EX』

2014年
- チェインクロニクル 〜ショートアニメ〜（ヴェルナー、ナックル）
- ファンタジスタ ステラ（2014年 - 2015年、坂本轍平） - コミックス第8・9・10巻DVD付き限定版

2015年
- 暁のヨナ（先代白龍） - コミックス第19巻オリジナルアニメDVD付限定版
- ノゾ×キミ（男子C） - コミックス第6巻DVD付き限定版

2016年
- 食戟のソーマ タクミの下町合戦（青木大吾） - コミックス第18巻DVD付き限定版
- To LOVEる -とらぶる- ダークネス（医療ロボ、杉村） - コミックス第15・17巻限定版に付属

2018年
- ゴールデンカムイ（山本理髪店店主） - コミックス第15巻アニメDVD同梱版
- ゆらぎ荘の幽奈さん（魚人） - コミックス第12巻アニメBD同梱完全受注限定版

2019年
- ストライク・ザ・ブラッド III（トビアス・ジャガン）
- グリザイア:ファントムトリガー THE ANIMATION（人吉）
- ぼくたちは勉強ができない（鈴木） - コミックス第14巻アニメBD同梱版
- 転生したらスライムだった件 OAD（クロベエ） - 漫画版第13巻限定版付属

2020年
- ハイキュー!! 陸 VS 空（沼井和馬）

2021年
- アリス・ギア・アイギス 〜ドキッ!アクトレスだらけのマ〜メイドグランプリ♡〜（鈴木有人）

2022年
- 機動戦士ガンダム 水星の魔女 PROLOGUE（ヤマオカ）

### Webアニメ
2011年
- ごきチャ!!（男、車掌）

2013年
- 俺の妹がこんなに可愛いわけがない。（通行人）
- SHOW BY ROCK!!（アイオーン）

2015年
- モンスターストライク（2015年 - 2019年、ロキ、はにわロボ、ニュースキャスター、運転手、ケテル側近 他） - 3シリーズ

2018年
- A.I.C.O. Incarnation（アナウンサー）
- ソードガイ The Animation（加賀塚）
- 約束の七夜祭り（総大将・中条定清）

2019年
- ファイトリーグ ギア・ガジェット・ジェネレーターズ（実況）
- みるタイツ（男性教師）
- 7SEEDS（アナウンスの声、不良）
- ガンダムビルドダイバーズRe:RISE（2019年 - 2020年、ナレーション、ジェド） - 2シリーズ
- 斉木楠雄のΨ難 Ψ始動編（サイダーマン）

2020年
- 爆丸アーマードアライアンス（2020年 - 2021年、秘書、マットの祖父、アーチュリーン、エベレット・レイ、メカノイド、ニリアス）

2021年
- 極主夫道（警官〈部下〉）
- 爆丸ジオガンライジング（2021年 - 2022年、エベレット・レイ、ニリアス、サーファーたち、ビー）
- 月曜日のたわわ2（先生）

2022年
- 爆丸エボリューションズ（2022年 - 2023年、ニリアス、ニリアス ストレングモード、ニリアス スピードモード、ハンク、ゲートクラッシャーズ）

2023年
- 爆丸レジェンズ（ニリアス、エベレット・レイ）
- 幼女社長R（おじさん）

2024年
- T・Pぼん（編集者、男性客B、タイムパトロール隊員）
- モンスターストライク エル 堕天の覚醒（隊員）

### ゲーム
時期不明
- 白猫プロジェクト（将軍）

2008年
- Lの季節2 invisible memories（エージェント）
- ほしがりエンプーサ

2009年
- とらドラ・ポータブル!
- Myself ; Yourself それぞれのfinale（村山朔也）

2011年
- AKIBA'S TRIP（男性街キャラクター、コジロー）
- アンジェリーク 魔恋の六騎士
- Rewrite（吉野晴彦）

2012年
- アガレスト戦記 Mariage（レイン）
- AKIBA'S TRIP PLUS（男性街キャラクター、コジロー）
- 俺の妹がこんなに可愛いわけがない ポータブルが続くわけがない
- 龍が如く5 夢、叶えし者

2013年
- AKIBA'S TRIP2（立花悠斗）
- チェインクロニクル（魔法兵団師団長ヴェルナー 他）

2014年
- 三国魂（主人公3〈男〉）

2015年
- プリンス・オブ・ストライド（宇都宮傳、間瀬暁嗣）
- ラングリッサー リインカーネーション -転生-（アンドレイ・ケルティス）

2016年
- カードファイト!! ヴァンガードG ストライド トゥ ビクトリー!!（安城マモル）
- 鏡界の白雪（欠屋右愛）
- クイズRPG 魔法使いと黒猫のウィズ（オモテ・ソラゴト、ユング・アーレンス）

2017年
- 英雄伝説 閃の軌跡III（パトリック・ハイアームズ）
- オルタンシア・サーガ -蒼の騎士団-（ヴェルナー）
- グリムノーツ（ルパン）
- パラノーマルキス -Paranormal Kiss-（一之瀬紋次）
- ラストグノウシア（ソウマ）

2019年
- ラングリッサーI&II（アルバート、キース）
- 乙女剣武蔵（塚原卜伝）
- 妖怪ウォッチ4 ぼくらは同じ空を見上げている（オロチ）
- 妖怪ウォッチ4++（オロチ、影オロチ、いたしかたなし、ヤムヲエン）

2020年
- DAIROKU: AYAKASHIMORI（茨木）
- 英雄伝説 創の軌跡（エンペラー）
- OCTOPATH TRAVELER 大陸の覇者

2021年
- ジャックジャンヌ
- 鬼滅の刃 ヒノカミ血風譚

2022年
- 東京リベンジャーズ ぱずりべ！全国制覇への道（丁次）

2022年
- 信長の野望 出陣（新発田重家、島津家久、十河一存）

2024年
- ユニコーンオーバーロード（マンドラン）
- メタファー：リファンタジオ（ミロ）

#### オンラインゲーム
- グラナド・エスパダ（アイラワン）
- ファイナルファンタジーXIV（アサヒ・サス・ブルトゥス、ファダニエル、コフ=コーグ）
- BLUE PROTOCOL（2024年、ドーレン[82]）

#### 携帯コンテンツ
- 恋するペットとカレのヒミツ（走川拓海）
- ときドキ時計（竜ヶ崎圭介〈兄貴〉）

### デジタルコミック
- VOMIC ハイキュー!!（澤村大地[83]）
- dTV せいせいするほど、愛してる（2017年、久野淳志[84]）

### オーディオドラマ
- A-koe 戦うパン屋と機械じかけの看板娘（ルート・ランガート[85]）

### ドラマCD
- いますぐお兄ちゃんに妹だっていいたい!ドラマCD「いますぐお兄ちゃんに誰か一人を選んでっていいたい!」[86]
- 神様のメモ帳（電柱）
- 新釈 鏡花あやかし秘帖シリーズ（大沢武宏）
  - 新釈 鏡花あやかし秘帖 vol.1 『人魚の真珠』
  - 新釈 鏡花あやかし秘帖 vol.2 『幽冥の館』
  - 新釈 鏡花あやかし秘帖 vol.3 『永遠の美酒』
- チェインクロニクルオフィシャルドラマCD
- なまいきざかり。（殿村肇）
- 虹色デイズ（ナンパ男）※コミックス第7巻ドラマCD付限定版
- BLOOD ALONE（青年）[87]
- ラグナロクオンライン コンプリート・サウンドトラック（アヌビス）

### BLCD
- 愛の罠にはまれ！（鎌谷）
- アウトフェイス ダブル・バインド外伝 番外編 名もなき花は（男）
- イベリコ豚と恋と椿。（三平）
- イベリコ豚と恋の奴隷。（三平[88]）
- 海辺のエトランゼ（駿の父）
- 叶先生のすべて（同僚）
- 恋するインテリジェンス（アナウンス、男性職員1）
- コミックスデラックス
- さあ 恋におちたまえ 5（男生徒1）
- 地獄めぐり 下（泰山府君、職員、男）
- STAR☆Right（柿沼）※『月刊ディアプラス』15年07月号付録
- STAR☆Right スタア☆ライト（柿沼）
- スメルズライクグリーンスピリット SIDE：A（生徒）
- スメルズライクグリーンスピリット SIDE：B
- 男子迷路（大学職員）
- ホントのところ[89]（新幹線アナウンス）
- ブサメン男子♂〜イケメン彼氏の作り方〜
- ブサメン男子♂〜イケメン彼氏の作り方〜新たなるイケメン
- ブサメン男子♂〜イケメン彼氏の作り方〜歪んだ四角関係!?（米内佑希）
- 夢のような話（高校の同級生）
- ラッキードッグ1 AUTUMN CHANCE（ルキーノの部下）

### 吹き替え

#### 担当俳優
マックス・チャン
- イップ・マン外伝 マスターZ（チョン・ティンチ）
- ドラゴン×マッハ!（タイ刑務所所長）
- 無敵のドラゴン（ガウ・ロン）

#### 映画
- 暗殺（キム・ウォンボン〈チョ・スンウ〉）
- アンリミテッド（ディラン〈ラフィ・ガヴロン〉）
- イット・フォローズ（ヒュー / ジェフ〈ジェイク・ウィアリー〉）
- ウルフクリーク/猟奇殺人谷
- 王の涙 -イ・サンの決断-（ウルス〈チョ・ジョンソク〉）
- オッド・トーマス 死神と奇妙な救世主（オッド・トーマス〈アントン・イェルチン〉）
- 華麗なるリベンジ（ヤン・ミヌ〈パク・ソンウン〉）
- 鬼手（長城の占い師〈ウォン・ヒョンジュン〉[91]）
- 三国志 -周瑜と孫策-（周瑜〈リー・シェンシー〉）
- スコーピオン・キング4（ドレイゼン）
- ドラゴン・クロニクル 妖魔塔の伝説（チェン・ドン〈リディアン・ヴォーン〉）
- ドラゴン・ブレイド（サン）
- トラッシュ! -この街が輝く日まで-（フェデリコ）
- ニュースの真相（マイク・スミス〈トファー・グレイス〉）
- ノーザン・リミット・ライン 南北海戦（ハン・サングク〈チン・グ〉）
- パーム・スプリングス（ナイルズ〈アンディ・サムバーグ〉[92]）
- パラサイト 半地下の家族（キム・ギウ〈チェ・ウシク〉[93]）※ソフト版
- ブラフマーストラ（シヴァ〈ランビール・カプール〉[94]）

#### ドラマ
- 賢后 衛子夫
- 孔子（少正卯）
- スクリーム・クイーンズ（ピート・マルティネス〈ディエゴ・ボネータ〉）
- 謀りの後宮（張昌宗）
- 朝鮮ガンマン（キム・ホギョン〈ハン・ジュワン〉[95]）
- のだめカンタービレ 〜ネイル カンタービレ（ユ・イルラク）
- 私たち結婚できるかな?
- 私の恋愛のすべて

#### アニメ
- ボス・ベイビー（2018年、三つ子の父[96]）※劇場公開版
- レゴ モンキーキッド（2020年、タン）
- 龍族 -The Blazing Dawn-（2024年、ランスロット）

### CM
- デッド・エンド・リローデッド（2020年、ナレーション[97]）

## ディスコグラフィ

### キャラクターソング
| 発売日        | 商品名                                              | 歌                                                                               | 楽曲               | 備考                                         |
| ------------- | --------------------------------------------------- | -------------------------------------------------------------------------------- | ------------------ | -------------------------------------------- |
| 2015年9月16日 | 心が叫びたがってるんだ。 オリジナルサウンドトラック | 少女［仁藤菜月（雨宮天）］、街の人々                                             | 「word word word」 | 劇場アニメ『心が叫びたがってるんだ。』劇中歌 |
| 2015年9月16日 | 心が叫びたがってるんだ。 オリジナルサウンドトラック | 少女（心の声）［成瀬順（水瀬いのり）］、玉子［田崎大樹（細谷佳正）］、世界の人々 | 「心が叫びだす」   | 劇場アニメ『心が叫びたがってるんだ。』劇中歌 |
| 2020年2月28日 | COMICAL TRY!!                                       | 柚木夏紗（河西健吾）、上丘伊吹（柳田淳一）                                       | 「COMICAL TRY!!」  | テレビアニメ『number24』エンディングテーマ   |

### シリーズ一覧
1. ↑  第1期（2012年）、第2期『RETURN OF KINGS』（2015年）
2. ↑  第2期『G』（2013年）、第4期『AXZ』（2017年）
3. ↑  第1期（2013年）、第2期『はたらく魔王さま!!』2nd Season（2023年）
4. ↑  第1期（2014年 - 2015年）、第2期『ギアースクライシス編』（2015年 - 2016年）、第3期『ストライドゲート編』（2016年）、第4期『NEXT』（2016年 - 2017年）、第5期『Z』（2017年 - 2018年）
5. ↑  第1作『グリザイアの果実』（2014年）、第3作『グリザイアの楽園』（2015年）
6. ↑  第1期（2014年）、第2期『selector spread WIXOSS』（2014年）
7. ↑  第1期（2015年）、第2期『風塵乱舞』（2016年）
8. ↑  第1期（2015年 - 2016年）、第2期（2016年 - 2017年）
9. ↑  第1期（2015年）、第2期『弐ノ皿』（2016年）、第3期前半『餐ノ皿』（2017年）、第3期後半『餐ノ皿 遠月列車篇』（2018年）、第4期『神ノ皿』（2019年）、第5期『豪ノ皿』（2020年）
10. ↑  第1期（2015年）、第2期（2017年）、第3期（2019年）
11. ↑  第1期（2015年）、第2期『II』（2019年）、第4期『IV 深章 厄災篇』（2023年）
12. ↑  第3期『BorN』（2015年）、第4期『HERO』（2018年）
13. ↑  1stシーズン（2015年）、2ndシーズン（2021年）
14. ↑  第1期（2016年）、第2期『2nd』（2016年）
15. ↑  第1シリーズ（2016年 - 2017年）、第2シリーズ（2017年 - 2018年）
16. ↑  第1期（2016年）、第2期（2018年）
17. ↑  第1期（2016年）、第2期『星の巨人』（2016年）
18. ↑  第1期（2016年）、第2期『II』（2019年）
19. ↑  第一期（2018年）、第二期（2018年）、第三期（2020年）
20. ↑  第1期（2018年）、第2期『II』（2024年）
21. ↑  第1期（2018年）、第2期『はたらく細胞!!』（2021年）
22. ↑  第1期（2018年 - 2019年）、第3期（2024年）
23. ↑  第1クール（2019年）、第2クール（2019年）
24. ↑  第1期『1st season』（2019年）、第2期『2nd season』（2020年）
25. ↑  第3シーズン（2019年）、第4シーズン（2023年）、第5シーズン（2023年）
26. ↑  続・高校生編（2019年）、『外伝 イフ-if-』（2020年）
27. ↑  第1期（2019年）、第2期『ぼくたちは勉強ができない！』（2019年）
28. ↑  第1期（2019年）、第2期『弐ノ章』（2020年）
29. ↑  第1期（2019年）、第2期（2021年）、テレビスペシャル『龍水』（2022年7月10日）
30. ↑  第1期（2020年）、第2期『みっくす！』（2021年）
31. ↑  第1期（2020年）、第2期『工房戦』（2024年）
32. ↑  『業』（2020年 - 2021年）、続編『卒』（2021年）
33. ↑  第1期（2021年）、第2期『2nd Attack』（2023年）
34. ↑  第1期（2021年）、第2期（2023年）
35. ↑  シーズン1（2021年）、シーズン2（2022年）
36. ↑  第1クール「安芸旅立ち編」（2022年）、第2クール「淡路島激闘編」（2022年）
37. ↑  1st season（2022年 - 2023年）、2nd season（2023年）
38. ↑  Season1（2022年）、Season2（2023年）
39. ↑  ファーストシーズン（2023年）、セカンドシーズン（2023年）
40. ↑  第3期『島根啓明結社篇』（2024年）、第4期『終夜篇』（2025年）
41. ↑  第1クール（2025年）、第2クール（2025年）

### ユニットメンバー
1. ↑  明田川慎二郎（柳田淳一）、石川朱美（諏訪彩花）、岩田晋一（手塚ヒロミチ）、岡田愛美（東内マリ子）、小田桐芭那（葉山いくみ）、北村よし子（加隈亜衣）、渋谷昭久（天﨑滉平）、清水亮（木島隆一）、高村香織（久保ユリカ）、栃倉千穂（前川涼子）、錦織拓哉（山下誠一郎）、福島竜二（石谷春貴）、三上聖名子（芳野由奈）、渡辺美沙（三宅麻理恵）
2. ↑  宇野陽子（高橋李依）、相沢基紀（大山鎬則）、明田川慎二郎（柳田淳一）、岩田晋一（手塚ヒロミチ）、清水亮（木島隆一）、鈴木章子（田澤茉純）、栃倉千穂（前川涼子）、錦織拓哉（山下誠一郎）、三上聖名子（芳野由奈）、渡辺美沙（三宅麻理恵）